# Peruanski hvataš
Peruanski hvataš (lat. Ateles chamek) vrsta je primata iz porodice hvataša. Živi u zapadnom Brazilu, istočnom Peruu i sjevernoj Boliviji. Staništa su mu nizinske kišne šume.

## Izgled
Tijelo peruanskog hvataša poprilično je mršavo, a dugo je 70-100 centimetara. Težak je oko devet kilograma. Udovi su mu dugi i tanki, a rep je dulji od tijela, te na svom vrhu nema nikakvih dlaka. Krzno mu je crne boje.

## Način života
Dnevna je i arborealna životinja. Penje se brzo i okrento po granama koristeći svoj rep kao peti ud. Živi u skupinama unutar kojih je do 30 životinja. Te skupine u vrijeme potrage za hranom rastavljaju se u manje podskupine. Ishrana mu se uglavnom temelji na biljnim dijelovima, kao što su listovi, plodovi i cvjetovi, ali ponekad jede i manje životinje ptice, žabe, termiti i ličinke različitih kukaca.

## Vanjske poveznice
- ICUN Crveni popis  Arhivirana inačica izvorne stranice od 31. kolovoza 2011. (Wayback Machine)